# زقزاق باهت
زقزاق باهت (الاسم العلمي: Charadrius pallidus) هو نوع من الطيور يتبع جنس الزقزاق من فصيلة الزقزاقية.